# Veszprém Wildfires 2012
Questa voce raccoglie le informazioni riguardanti i Veszprém Wildfires nelle competizioni ufficiali della stagione 2012.

## Divízió II 2012

### Stagione regolare
| 31 marzo 2012 2ª giornata | Haladás Crushers | 24 – 6 | Veszprém Wildfires |  |

| 22 aprile 2012 5ª giornata | Tata Mustangs | 55 – 7 | Veszprém Wildfires |  |

| 13 maggio 2012 8ª giornata | Zala Predators | 41 – 0 | Veszprém Wildfires |  |

| 27 maggio 2012 10ª giornata | Pécs Gringos | 21 – 18 | Veszprém Wildfires |  |

| 2012 | Újbuda Rebels 2 | 20 – 0 | Veszprém Wildfires |  |

## Statistiche di squadra
| Competizione      | %Vittorie | In casa | In casa | In casa | In casa | In casa | In casa | In trasferta | In trasferta | In trasferta | In trasferta | In trasferta | In trasferta | Totale | Totale | Totale | Totale | Totale | Totale |
| Competizione      | %Vittorie | G       | V       | N       | P       | Pf      | Ps      | G            | V            | N            | P            | Pf           | Ps           | G      | V      | N      | P      | Pf     | Ps     |
| ----------------- | --------- | ------- | ------- | ------- | ------- | ------- | ------- | ------------ | ------------ | ------------ | ------------ | ------------ | ------------ | ------ | ------ | ------ | ------ | ------ | ------ |
| Stagione regolare | .000      | 0       | 0       | 0       | 0       | 0       | 0       | 5            | 0            | 0            | 5            | 31           | 161          | 5      | 0      | 0      | 5      | 31     | 161    |
| Totale            | .000      | 0       | 0       | 0       | 0       | 0       | 0       | 5            | 0            | 0            | 5            | 31           | 161          | 5      | 0      | 0      | 5      | 31     | 161    |